# Family Switch
Family Switch è un film del 2023 diretto da McG e tratto dal libro per bambini Bedtime for Mummy della scrittrice Amy Krouse Rosenthal.

## Trama
Jess e Bill Walker sono una coppia di Los Angeles che cerca di tenere unita la propria famiglia quando i loro figli, CC e Wyatt, diventano adolescenti. Pochi giorni prima di Natale, la loro strada si incrocia con quella di un'esperta di astrologia che legge loro il futuro. Improvvisamente si sveglieranno scoprendo di aver subito uno scambio di corpo familiare.

## Distribuzione
Il film è stato distribuito sulla piattaforma Netflix a partire dal 30 novembre 2023.